# Nguyễn Phan Quế Mai

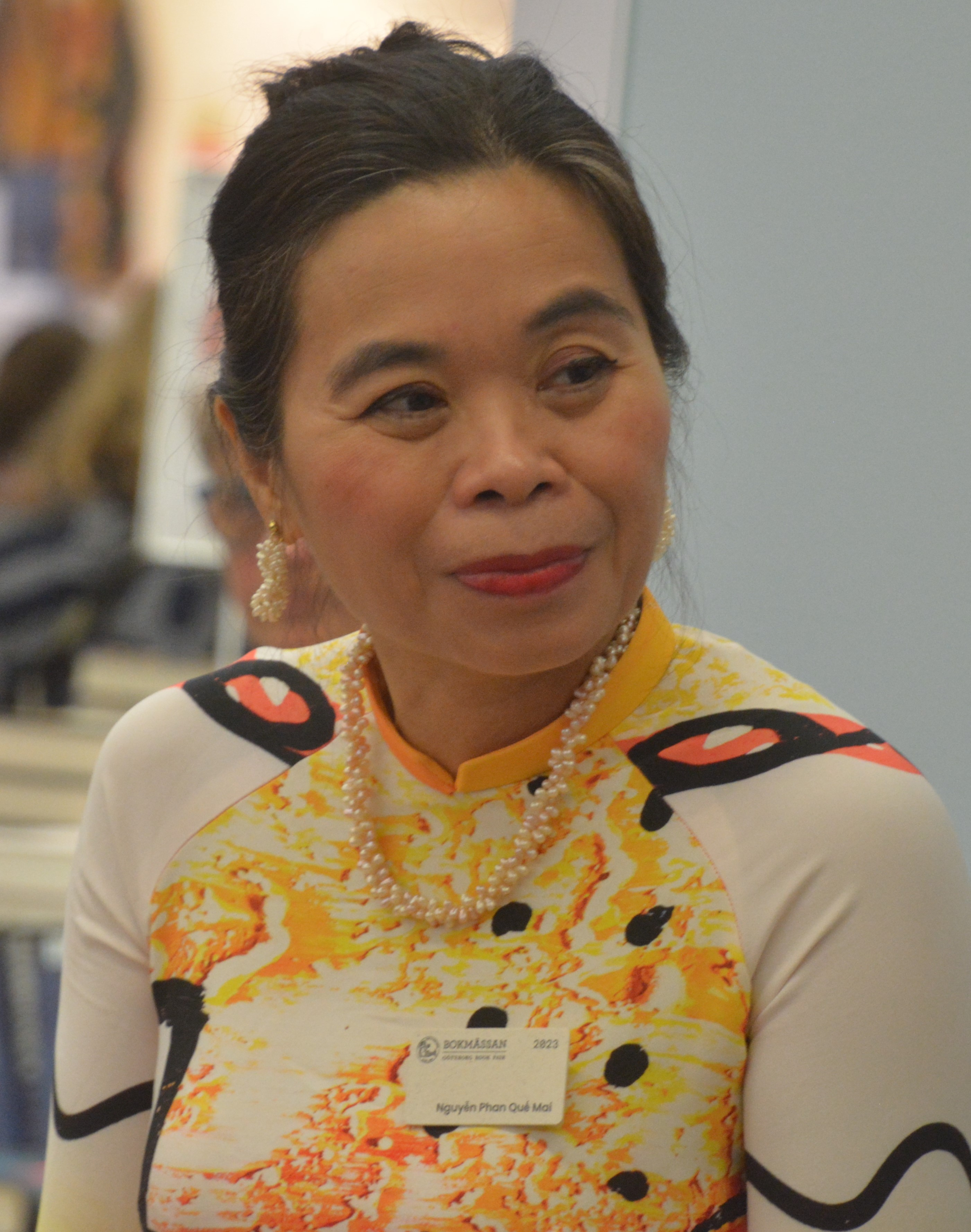
Nguyễn Phan Quế Mai, Göteborg Book Fair 2023

Nguyễn Phan Quế Mai (nacida en 1973) es una poeta y novelista vietnamita. Es autora de diez libros de poesía, ficción y no ficción en vietnamita e inglés. Comenzó su carrera escribiendo poesía en vietnamita y ha sido galardonada con algunos de los premios literarios más importantes de Vietnam, incluido el Premio de Poesía del Año 2010 de la Asociación de Escritores de Hanoi (primer premio), el de Poesía para conmemorar los 1000 años de Hanoi, así como el Premio Capital de las Artes y las Letras. 
Su primera novela y primer libro escrito en inglés, The Mountains Sing, se publicó en 2020. La novela es una saga familiar que da voz a hechos históricos reales pocas veces documentados. El libro se ha convertido en un éxito de ventas internacional y fue finalista del Dayton Literary Peace Prize de 2021, ganador del BookBrowse Best Debut Award de 2020, el International Book Awards de 2021, el Premio Literario PEN Oakland/Josephine Miles de 2021 y la beca Lannan Literary Award Fellowship for Fiction 2020. las obras de Quế Mai se han traducido a veinte idiomas y han aparecido en importantes publicaciones, incluido el New York Times . obtuvo un doctorado en escritura creativa por la Universidad de Lancaster. Forbes Vietnam la nombró como una de las 20 mujeres más inspiradoras de 2021. 

Su segunda novela en inglés, Dust Child, se publicará en marzo de 2023.
1. 1 2  «Memories Of Tragedy Stay With Author Nguyen Phan Que Mai».
2. ↑  «Writer Nguyen Phan Que Mai Brings Vietnamese-English, North-South Closer | Saigoneer». saigoneer.com.
3. ↑  Jones, Amy. «Author Spotlight: Nguyễn Phan Quế Mai». Writer's Digest.
4. ↑  «My Displacement Has Shown Me Where My Home Is». 5 de mayo de 2020.
5. ↑  «Nguyễn Phan Quế Mai». Lannan Foundation.
6. ↑  Bahadur, Gaiutra (17 de marzo de 2020). «A Stirring Family Saga Tells a Taboo History of Vietnam».
7. ↑  «'The Mountains Sing': Nguyen Phan Que Mai's first novel 'usurps the coloniser'». The National. 14 de octubre de 2020.
8. ↑  «BOOKS: 'The Mountains Sing,' by Nguyen Phan Que Mai». Nikkei Asia.

- Datos: Q111472131
- Multimedia: Nguyễn Phan Quế Mai / Q111472131